# Приключенията на опасното хлапе
„Приключенията на опасното хлапе“ (на английски: The Adventures of Kid Danger) е американски анимационен комедиен сериал, създаден от Дан Шнайдър, който се излъчва по Nickelodeon от 15 януари до 14 юни 2018 г. Сериалът е базиран на „Опасния Хенри“.

## Герои и актьорски състав
- Джейс Норман – Хенри Харт / Опасното хлапе
- Купър Барнс – Рей Манчестър / Капитан Мен
- Майкъл Коен – Шуоз, изобретател, който работи за Капитан Мен и Опасното хлапе.
- Рийл Даунс – Шарлот, приятел на Хенри.
- Шон Райън Фокс – Джаспър, приятел на Хенри.
- Ела Андерсън – Пайпър, сестрата на Хенри.
- Джефри Никълъс Браун – господин Харт,[1] бащата на Хенри и Пайпър.

## Производство
Nickelodeon одобрява анимационния сериал под работното заглавие The Adventures of Kid Danger and Captain Man на 2 март 2017 г. и е поръчан за 10 епизода. Изпълнителен продуцент на сериала е Дан Шнайдър.

## В България
В България сериалът започва излъчване по локалната версия на Nickelodeon с нахсинхронен дублаж, записан в студио „Про Филмс“.
| Роля                     | Изпълнител            |
| ------------------------ | --------------------- |
| Хенри ХартОпасното хлапе | Владимир Зомбори      |
| Рей МанчестърКапитан Мен | Росен Русев           |
| Шуаз                     | Живко Джуранов        |
| Малчо                    | Живко Джуранов        |
| Шарлот                   | Анна-Мария Томова     |
| Джаспър                  | Константин Каракостов |
| Пайпър                   | Златина Тасева        |
| Малък Дингъс             | Давид Торосян         |
| Г-жа Шейпън              | Елена Бойчева         |
| Ларвин                   | Евгения Ангелова      |
| Лепкавата Вики           | Евгения Ангелова      |
| Доктор Миняк             | Георги Стоянов        |
| Голям Дингъс             | Георги Стоянов        |
| Трент                    | Кирил Ивайлов         |
| Франкини                 | Кирил Ивайлов         |
| Дърф                     | Марио Иванов          |
| Гумър                    | Марио Иванов          |
| Куин                     | Мими Йорданова        |
| Свределопръстия          | Сотир Мелев           |
| Хърб                     | Виктор Иванов         |